# 丁蓮芳

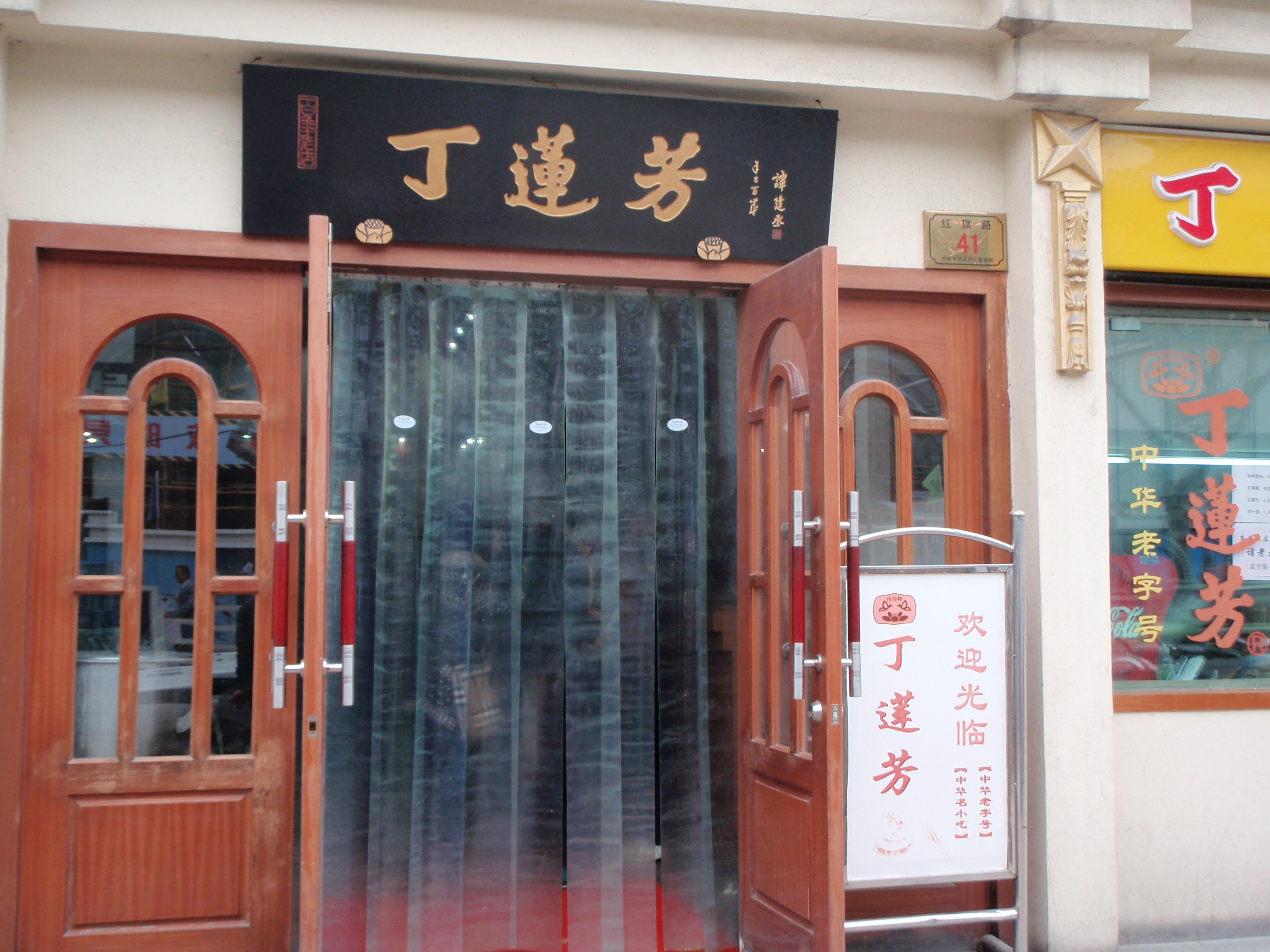
湖州市红旗路41号的丁莲芳小吃店

丁蓮芳（1850年—1931年），浙江吳興人，丁蓮芳千張包子店創始人。
丁蓮芳出生貧寒，年輕時以挑蔥賣菜維持生計。清光緒四年（1878年），試做千張包絲粉湯，味道鮮美。後不斷改進，於光緒八年（1882年）選定黃沙路（今紅旗路）開設丁蓮芳千張包子店，日銷增至300多客。
丁蓮芳病故後，其子丁焦生克勤克儉，恪守傳統，生意經久不衰，成爲湖州至今仍負盛名的特色食品之一。